# Fiat 127 Fissore Scout
La Fiat 127 Fissore Scout est un véhicule découvrable tous chemins, dont le projet de base a été dessiné par Franco MAINA, finalisé, fabriqué et commercialisé par le petit constructeur italien Fissore et par le réseau Fiat. C'est une «voiture amusante», conçue dans le même esprit que la Citroën Méhari, construite sur la base de la Fiat 127. 
Elle a été présentée officiellement lors du Salon de l'automobile de Turin en 1971. Elle portait initialement le nom de "Gypsy". Le projet avait été dessiné par Franco MAINA de la Carrozzeria Fissore qui a industrialisé le véhicule, l'a finalisé, en a assuré la production et la commercialisation dans son propre réseau et celui de Fiat. 
La carrosserie de la première série était entièrement réalisée en fibre de verre sur un châssis métallique tubulaire mais, à partir de 1977, avec la deuxième série, la plateforme de la Fiat 127 avec une carrosserie en métal embouti autoportante a été utilisée ainsi que plusieurs de ses composants, notamment pour la partie avant et renomme le véhicule "Scout". Toute la partie mécanique provient de la Fiat 127 de série, Mk I puis Mk II. Le véhicule était disponible avec une toile imperméable ou avec un hard-top à toit rigide en métal ou en matériau synthétique. 
Un modèle plus petit mais reprenant la même conception, basé sur la Fiat 126, appelé "Poker", a également été produit par Fissore à partir de 1978 en Italie. La production de ce petit véhicule a aussi été réalisée sous licence en Grèce par Aftokinitoviomichanía Elládos mais le modèle n'a pas obtenu autant de succès que la Fiat 127 Amico, version grecque de la Fiat 127 Fissore Scout. Il ne s'est vendu qu'à 253 exemplaires jusqu'en 1984 contre 6.021 pour la Fiat 127 Amico.

## Généralités
Le segment des "spiaggine" « voitures de plage », tient une place particulière en Italie, en raison de la spécialité de Fiat à produire des voitures de petite taille, mais aussi parce que le pays bénéficie d’une météo ensoleillée favorable à l'utilisation de ces voitures ouvertes pour visiter les nombreux lieux renommés de la péninsule à bord de ce type de véhicule. Dans l'esprit italien, une "spiaggina" ou « voitures de plage » est une petite voiture dont vous avez ôté les portières, le toit et la partie arrière pour rouler les cheveux au vent.
La Fiat 127 Fissore Scout correspond parfaitement à ces critères, tout en respectant les normes de sécurité constructives, destinée aux loisirs, le plein-air et les balades en famille. En ôtant la banquette arrière, elle se transforme en un véhicule à deux-places pour un usage utilitaire. Aucune version quatre roues motrices (4x4) n'a été proposée. La Fiat 127 Fissore Scout avait deux concurrentes principales: la Fiat 127 Moretti Midimaxi et la Citroën Méhari.
La Fiat 127 Fissore Scout est basée sur la plate-forme de la Fiat 127 et est équipée du moteur essence 4 cylindres Fiat de 903 cm3 type 100GL, version qui équipait à sa sortie la Fiat 850 Coupé et la Fiat 127 Mk I. Les pièces composant la voiture, à part les parties latérales de la carrosserie et la bâche, proviennent pour l'essentiel de la Fissore, le capot moteur, les jantes et la façade avant (calandre, phares et clignotants) ainsi que la planche de bord proviennent de la Fiat 127 MK I puis Mk II. La suspension est à roues indépendantes dérivée de la Fiat 127 avec amortisseurs télescopiques.

## Fiat 127 Fissore Scout produites à l'étranger

### Espagne: SEAT 127 Emelba Samba
La société EMELBA S.A. a été créée en 1978 par Jaime Loureiro Benimeli pour fabriquer en petite série la voiture que son ami Juan Carlos Madriñan Cristóbal avait vue au Salon de l'automobile de Genève en mars 1977, une Fiat 127 modifiée par Fissore baptisée "Scout". L'opération semblait facile puisque le constructeur espagnol SEAT, filiale de Fiat Auto, produisait déjà la Fiat 127 sous licence pour le marché espagnol. Un accord fut négocié avec le carrossier italien Fissore S.p.A. pour l'assemblage sous licence de la "Scout" en Espagne, qui sera nommée "Samba".

### Grèce: Fiat 127 Amico

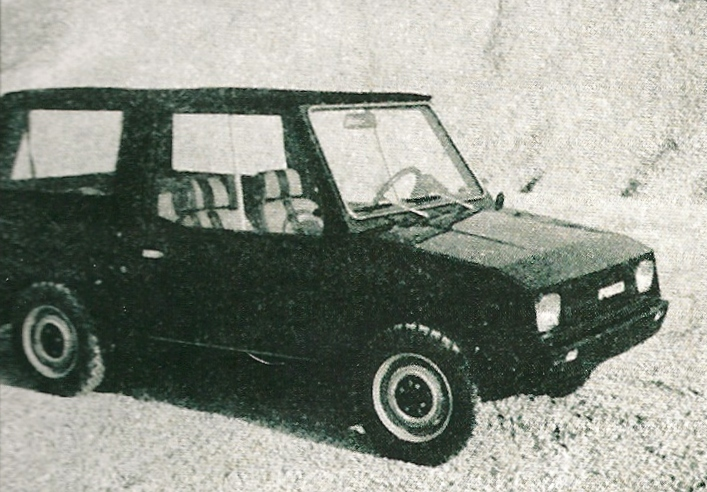
Fiat 126 Poker modèle développé par A. Elládos (1978)

La société Aftokinitoviomichanía Elládos (Industrie automobile de Grèce fondée en 1975 a lancé une campagne ambitieuse dans la presse grecque, annonçant le lancement d'une automobile de plage nommée "Mini Jeep 127 Scout", présentée comme un véhicule utilitaire polyvalent basé sur la Fiat 127.
La voiture était produite sous licence de la société italienne Fissore qui produisait le modèle original "Fiat 127 Fissore Scout" en Italie. Le véhicule n'a pas été vraiment « construit » en Grèce car, au début, la plupart des pièces étaient importées d'Italie et assemblées en CKD avec très peu de contenu local. Le nom du modèle "Mini Jeep 127" n'est apparu que sur papier car sa dénomination commerciale a toujours été Fiat 127 Amico.
La carrière commerciale de la "Fiat 127 Amico" a été assez réussie. Ce type de voiture « de plage » était bien adapté au marché grec de l'époque. Il pouvait être utilisé comme véhicule utilitaire et/ou comme voiture de tourisme avec certaines capacités en tout-terrain, tandis que sa conception en faisait une « voiture amusante » à la mode.
À partir de 1978, alors que la demande augmentait, A. Ellados a construit une plus grande usine à Thèbes et le contenu local est passé progressivement à 50 %. Le "Fiat 127 Fissore Scout", rebaptisé Fiat 127 Amico, a fait l'objet de quelques liftings et une version fourgonnette a également été présentée. En 1978/79, A. Ellados a développé son propre modèle, la Fiat 126 Poker, suivant une philosophie similaire, basée sur la Fiat 126 mais ce modèle n'a pas eu autant de succès, il ne s'est vendu qu'à 253 exemplaires. A. Ellados a assemblé un certain nombre d'autres types de véhicules Fiat, dont les camionnettes Fiat 238 et Fiat 900T.